# Marcus Nowak
Marcus Nowak är en svensk trummis. Nowak spelade i rockbandet Lambretta 2003–05. Därefter bildade han och basisten Petter Lantz gruppen Psych Onation samma år Sedan 2010 är han medlem i Renegade Five. Han har även gästspelat på Da Buzz album More Than Alive (2003) och Dangerous - The Album (2004).